# Varennes-sur-Tèche
Varennes-sur-Tèche település Franciaországban, Allier megyében. Lakosainak száma 225 fő (2022. január 1.). Varennes-sur-Tèche Barrais-Bussolles, Bert, Lapalisse, Servilly, Sorbier és Trézelles községekkel határos.

## Népesség
A település népessége az elmúlt években az alábbi módon változott:
| Lakosok száma | 375  | 291  | 254  | 257  | 257  | 258  | 245  | 237  | 225  | 225  |
|               | 1968 | 1982 | 1999 | 2006 | 2011 | 2015 | 2017 | 2018 | 2020 | 2022 |